# Humboldt (Kansas)
Humboldt es una ciudad ubicada en el condado de Allen en el estado estadounidense de Kansas. En el año 2010 tenía una población de 1953 habitantes y una densidad poblacional de 527,84 personas por km².

## Geografía
Humboldt se encuentra ubicada en las coordenadas 37°48′39″N 95°26′15″O / 37.81083, -95.43750 (37.810738, -95.437418).

## Demografía
Según la Oficina del Censo en 2000 los ingresos medios por hogar en la localidad eran de $30,408 y los ingresos medios por familia eran $39,750. Los hombres tenían unos ingresos medios de $28,512 frente a los $18,712 para las mujeres. La renta per cápita para la localidad era de $17,651. Alrededor del 12.7% de la población estaban por debajo del umbral de pobreza.